# Günther Haack
Günther Haack (Berlino, 20 febbraio 1929 – Halle (Saale), 16 giugno 1965) è stato un attore tedesco.

## Biografia
Dopo la seconda guerra mondiale inizia a prendere lezioni di recitazione a Berlino. In seguito comincia a recitare nel Deutsches Theater e nella Volksbühne. Lavora anche alla radio e al cabaret Lachbrett. Durante questo periodo anche la DEFA mostra interesse nei suoi confronti. Raggiunge un gran successo con il ruolo del falegname Peter Iwanow nel film Zar und Zimmermann (Zar e carpentiere). Anche l’interpretazione nel ruolo del professor Kiepe in Vergeßt mir meine Traudel nicht o del soldato Zimmer in Zu jeder Stunde (Ogni ora) la sua popolarità aumenta.
Dopo un incidente stradale causato dal suo abuso di alcol viene condannato ad una pena detentiva di 2 anni e 6 mesi. Per scontare la pena si dedica come volontario al lavoro di estrazione mineraria. Dopo la sua scarcerazione anticipata riprende la sua attività come attore.  In seguito all’ulteriore incidente stradale dell’8 giugno 1965 nel quale perde la vita anche il cantante Manfred Raasch, Günther Haack muore all’età di soli 36 anni il 16 giugno a Halle.

## Filmografia

### Cinema
- Alarm im Zirkus, regia di Gerhard Klein (1954)
- Carola Lamberti - Eine vom Zirkus, regia di Hans Müller (1954)
- Das Fräulein von Scuderi, regia di Eugen York (1955)
- Zar und Zimmermann, regia di Hans Müller (1956)
- Das Stacheltier - Die Glocke von Coruptica, regia di Richard Groschopp (1956) - corto
- Vergeßt mir meine Traudel nicht, regia di Kurt Maetzig (1957)
- Zu jeder Stunde, regia di Heinz Thiel (1960)
- Das hölzerne Kälbchen, regia di Bernhard Thieme (1960)
- Die Liebe und der Co-Pilot, regia di Richard Groschopp (1961)
- Drei Kapitel Glück, regia di Walter Beck (1961)
- Tiere der Arktis, regia di Ulrich Kluck (1961) - corto
- Geheimarchiv an der Elbe, regia di Kurt Jung-Alsen (1963)
- Il primo uomo diventato donna (Christine), regia di Slatan Dudow (1963)

### Televisione
- 2 x Madeleine, regia di Ruth Heucke-Langenscheidt e Fred Mahr (1960)
- Der Tag des Ludger Snoerrebrod, regia di Martin Eckermann (1961)
- Der Hexer, regia di Hans Knötzsch (1962)
- Hulla di Bulla, regia di Josef Stauder (1962)
- Der Mann mit dem Gewehr, regia di Horst Schönemann (1965)
- Messeschlager Gisela, regia di Erwin Leister (1965)
- Woyzeck, regia di Lothar Bellag (1965)
- Fräulein Reisebüro, regia di Erich Geiger (1965)

## Radiogrammi
- 1951: Werner Stewe: Deine Freunde sind mit Dir – Regia: Gottfried Herrmann (emittente radiofonica di Berlino)
- 1953: Pedro Calderón de la Barca: Der gute Richter – Regia: Peter Brang (emittente radiofonica di Berlino)
- 1955: Anna Seghers: Das siebte Kreuz – Regia: Hedda Zinner (emittente radiofonica della DDR)
- 1960: Georg W. Pijet: Liebesheirat (Hildebrandt) – Regia: Fritz Ernst Fechner (emittente radiofonica della DDR)
- 1960: Bernhard Seeger: Paradies im Krähenwinkel – Regia: Helmut Hellstorff (emittente radiofonica della DDR)
- 1960: Axel Kielland: Einer sagt nein (Freddie Arlington) – Regia: Wolfgang Brunecker (emittente radiofonica della DDR)
- 1961: Clifford Odets: Wo ist Lefty (Sid) – Regia: Fritz-Ernst Fechner (emittente radiofonica della DDR)
- 1961: Horst Girra: Feuersalamander (Bening) – Regia: Detlev Witte (emittente radiofonica della DDR)
- 1961: Ferenc Taar: Die Schlacht in der Veréb-Gasse (figlio) – Regia: Helmut Hellstorff (emittente radiofonica della DDR)
- 1961: Alfred Matusche: Unrast (Kurt) – Regia: Wolfgang Schonendorf (emittente radiofonica della DDR)
- 1961: Bernhard Seeger: Unterm Wind der Jahre (Martin) – Regia: Theodor Popp (emittente radiofonica della DDR)
- 1962: Rolf Schneider: Jupiter-Sinfonie – Regia: Fritz-Ernst Fechner (emittente radiofonica della DDR)
- 1962: Gerhard Stübe: Das Südpoldenkmal (Evans) – Regia: Fritz Göhler (emittente radiofonica della DDR) 1962: Rolf Schneider: 25. November. New York– Regia: Helmut Hellstorff (emittente radiofonica della DDR)
- 1963: Joachim Goll: Eine kleine Hausmusik – Regia: Hans Knötzsch (emittente radiofonica della DDR)
- 1964: Józef Hen/Jadwiga Plonska: Skandal in Gody (Ingegnere Nowicki) – Regia: Edgar Kaufmann (emittente radiofonica della DDR)
- 1964: Rudolf Kirsten: Die Teufelsmühle (Jörg) – Regia: Flora Hoffmann (emittente radiofonica della DDR)
- 1965: Rolf Schneider: Unternehmen Plate-Rack (Flieger) Regia: Helmut Hellstorff (emittente radiofonica della DDR)
- 2002: Marianne Weil/Stefan Dutt: Legionäre, Guerilleros, Saboteure – Regia: Marianne Weil/Stefan Dutt